# Alien Worlds
Alien Worlds (Brasil: A vida em outros planetas / Portugal: Há vida noutros planetas?) é uma minissérie britânica que explora um misto de documentários sobre a natureza e ficção científica narrada por Sophie Okonedo. A minissérie retratada em quatro partes, usando técnicas CGI, combina fatos com ficção científica e conceitua como a vida alienígena pode ser ao aplicar as leis da vida na Terra a exoplanetas imaginários. A série foi lançada na Netflix em 2 de dezembro de 2020.

## Episódios
| N° | Título  | Data de lançamento original |
| --- | ------- | --------------------------- |
| 1 | "Atlas" | 2 de dezembro de 2020       |
| Atlas é um planeta maior do que a Terra, com maior gravidade e uma atmosfera mais densa levando a um ecossistema aerotransportado. O astrônomo Didier Queloz faz uma aparição para discutir as descobertas de exoplanetas e como eles são analisados no mundo real. Ao explicar os alienígenas de Atlas, o episódio também explora o princípio da deficiência nos insetos e demostra uma forma de reabilitação falcoária, pois os falcões em cativeiro são treinados para viver na natureza. |         |                             |
| 2 | "Janus" | 2 de dezembro de 2020       |
| Janus orbita uma estrela anã vermelha. Por estar perto o suficiente da estrela, Janus fica com sua rotação travada resultando em três ambientes principais: o hemisfério voltado para o sol onde é sempre dia, o hemisfério oposto que é sempre noite e uma região de crepúsculo na fronteira entre eles. Nele, a vida evoluiu para se adaptar às condições em ambos os hemisférios e para explorar o forte vento convectivo na zona crepuscular para distribuir as larvas. O episódio explora questões como a vida na Depressão Danakil com o exame da exobiologista Kennda Lynch; polimorfismo em formigas cortadeiras, veneno de escorpião, esnotites e bioluminescência em vaga-lumes (incluindo mimetismo agressivo em Photuris), como inspiração para os "pentápodes" de cinco patas em Janus. |         |                             |
| 3 | "Éden"  | 2 de dezembro de 2020       |
| No planeta Éden, em um sistema estelar binário, a atmosfera é rica em oxigênio, criando condições ideais para a vida. Um fungo parasita semelhante a um cacto faz com que as criaturas pastando coelhinhas / mariposas brancas percam o senso de medo. Eles são comidos por predadores parecidos com gremlin / tarsier, que o fungo mata como parte de seu ciclo de vida. O ecologista Thomas Crowther fala sobre o papel que as redes miceliais desempenham na floresta de Rothiemurchus, na Escócia. O episódio também discute o efeito da predação nas estratégias reprodutivas — especificamente entre guppies no Vale Arima em Trinidade; cooperação entre humanos (caçadores Hadza na Tanzânia) e pássaros-guia na busca e coleta de mel; e o ciclo de vida da mosca.                          |         |                             |
| 4 | "Terra" | 2 de dezembro de 2020       |
| O episódio 4 imagina um planeta chamado Terra, cuja civilização alienígena extremamente avançada está terraformando e colonizando outro planeta em seu sistema estelar. O episódio apresenta Noor Power Station em seu exame de como as civilizações usam energia, bem como RASSOR, um robô sendo desenvolvido pela NASA. O astrofísico Adam Frank fala sobre a Área 51, explica por que a vida alienígena ainda não foi descoberta e discute a possibilidade de civilizações extraterrestres em outras partes do Universo. O astronauta Michael Foale fala sobre uma colisão na estação espacial e o perigo da radiação espacial para os astronautas. O astrobiólogo Doug Vakoch fala sobre a mensagem de Arecibo e a possibilidade de comunicação com inteligência extraterrestre .                |         |                             |

## Recepção
No fim de semana após o lançamento da série, foi um dos 10 programas mais populares da Netflix no Reino Unido.
Sheena Scott, da Forbes, chamou a série de "ficção científica divertida e muito informativa" e disse que a parte mais interessante da série foram as seções de não ficção sobre o planeta Terra, que mostram "a amplitude do conhecimento que os cientistas acumularam sobre o nosso planeta". Da mesma forma, Emma Stefansky de Thrillist disse que as criaturas alienígenas eram divertidas, mas "é a ciência ligada à Terra que acaba sendo a parte mais interessante".